# Челеби, Хасан
Хасан Челеби (тур. Hasan Çelebi; 1 декабря 1937, Инджикёй, Эрзурум — 24 февраля 2025, Стамбул) — турецкий каллиграф.

## Биография
Родился в августе 1937 года в религиозной семье. Ещё в детстве начал учить наизусть Коран, но из-за того, что ему приходилось с ранних лет помогать по хозяйству, выучить его полностью Челеби смог в 1951 году. По этой же причине не посещал открытую в его селении школу. Впрочем, он окончил полуподпольное медресе в Стамбуле.
С 1956 года был имамом расположенной в Ускюдаре мечети. В 1957—1958 годах служил в армии. После этого продолжил работать имамом в различных мечетях.
В 1964 году начал изучать каллиграфию, основным его наставником был Хамид Айтач. Челеби выучил каллиграфические стили насх и сулюс.
В 1987 году Челеби прекратил работу в мечети и полностью посвятил себя каллиграфии. Каллиграфией Челеби украшены многие мечети и медресе. Его многочисленные персональные выставки проходили как в Турции, так и за её пределами.
В 2011 году стал лауреатом премии президента Турецкой республики в области культуры и искусств.
Челеби умер 24 февраля 2025 года в Стамбуле в возрасте 88 лет.